# Goffredo Bettini

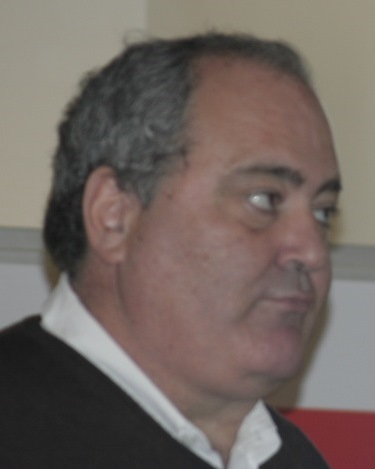
Goffredo Bettini

Goffredo Bettini (* 5. November 1952 in Rom) ist ein italienischer Politiker der Partito Democratico.

## Leben
Bettini ist seit 2014 Abgeordneter im Europäischen Parlament. Dort ist er Mitglied im Ausschuss für auswärtige Angelegenheiten, Menschenrechte, Gemeinsame Sicherheit und Verteidigungspolitik, im Unterausschuss für Sicherheit und Verteidigung und in der Delegation für die Beziehungen zu den Ländern Südostasiens und der Vereinigung südostasiatischer Staaten (ASEAN).